# Kaczynos
Kaczynos (deutsch Katznase) ist ein Dorf in der polnischen Woiwodschaft Pommern. Es gehört zur Gmina Stare Pole (Altfelde), im Powiat Malborski (Marienburg). Der Ort hat 375 Einwohner.

## Geschichte
Aufgrund der Bestimmungen des Versailler Vertrags stimmte die Bevölkerung im Abstimmungsgebiet Marienwerder, zu dem Katznase gehörte, am 11. Juli 1920 über die weitere staatliche Zugehörigkeit zu Westpreußen (und damit zu Deutschland) oder den Anschluss an Polen ab. In Katznase stimmten 275 Einwohner für den Verbleib bei Westpreußen, auf Polen entfielen keine Stimmen.